# 鎌田正司
镰田正司（日语：／ Kamata Shōji，1935年4月17日—），日本前男子篮球运动员。他曾代表日本参加1960年夏季奥运会男子篮球比赛。他也参加了1958年亚洲运动会和1962年亚洲运动会，分别获得铜牌和银牌。